# QI GROUP
Česká společnost QI GROUP a. s.  se zabývá vývojem informačního systému QI - elastického podnikového informačního systému (ERP) určeného pro střední a velké společnosti podnikající v oblastech výroby, obchodu, služeb a servisu. Společnost sídlí v Brně, vývojové oddělení je umístěno v Prostějově.

## Historie
- 2000 - založení společnosti QI GROUP a. s. (původně DC Concept a.s.)[3]
- 2001 - získání prvního zákazníka[4]
- 2004 - založení dceřiné společnosti DC Concept Slovensko, s.r.o. poskytující licence na Slovensku
- 2009 - založení dceřiné společnosti BP Soft s.r.o. zabývající se zprostředkováním prodeje licencí
- 2010 - společnost se stala jedním ze zakládajících členů zájmového sdružení právnických osob IQ Klastr
- 2011 - dceřiná společnost DC Concept Slovensko, s.r.o. převzala roli Autorizovaného střediska podpory pro region Slovenské republiky
- 2013 - činnost dceřiné společnosti BP Soft .s.r.o byla ukončena a převedena do oddělení obchodní podpory uvnitř DC Concept a.s.
- 2013 - společnost DC Concept a.s. vystoupila ze sdružení IQ Klastr a řeší některé aktivity sdružení vlastními projekty uvnitř společnosti
- 2015 - získání 100% majetkového podílu ve společnosti inSophy s.r.o. a integrace jí vyvíjeného pokročilého plánovacího systému do informačního systému QI[5]
- 2016 - získání 51% majetkového podílu ve společnosti BM Servis s.r.o.[6]
- 2018 - došlo k přejmenování společnosti z DC Concept a.s. na QI GROUP a. s.[7]

## Ocenění a certifikáty
- 2005 - ocenění Firma roku 2005 redakcí časopisu BIZ (Computer Press)[8]
- 2006 - umístění v seznamu TOP 100 Vendors 2006 časopisu IT Week[9][10]